# Tarjeta de Identificación Consular Guatemalteca

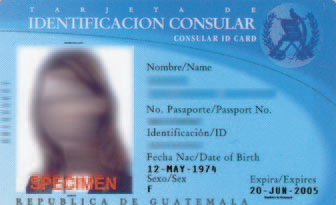
Modelo de tarjeta CID guatemalteca (anverso) - emitida en los Estados Unidos a partir de 15 de agosto de 2002

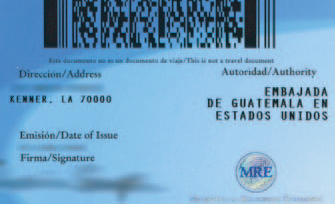
Modelo de tarjeta CID guatemalteca (reverso) - emitida en los Estados Unidos a partir de 15 de agosto de 2002

La Tarjeta de Identificación Consular Guatemalteca (TICG) es una tarjeta de identificación emitida por el Gobierno de Guatemala a través de sus oficinas consulares a nacionales guatemaltecos que residen fuera de Guatemala. También conocida como la tarjeta CID guatemalteca, Guatemala comenzó a emitir esta tarjeta de identificación consular en los Estados Unidos el 15 de agosto de 2002 siguiendo el ejemplo de los agentes consulares extranjeros del gobierno mexicano en los Estados Unidos que comenzaron a cabildear en los estados, municipios e instituciones financieras en los Estados Unidos para que aceptaran la tarjeta CID mexicana en marzo de 2002.
A diferencia del proceso de solicitud de la tarjeta CID de México, Guatemala requiere un pasaporte guatemalteco válido que se verifica con el sistema de base de datos central de pasaportes de Guatemala. El pasaporte de Guatemala requiere dos huellas dactilares y una fotografía y firma.
Banca en California, un programa lanzado por el gobernador de California, Arnold Schwarzenegger, en diciembre de 2008, alienta a las instituciones financieras a aceptar el CID mexicano, el CID guatemalteco y otras tarjetas CID como identificación principal para abrir cuentas bancarias.